# Lada Kalina
LADA Kalina (укр. Лада Калина) — бюджетний автомобіль В-класу виробництва російського автомобільного заводу ВАЗ. На теренах України не розповсюджується під маркою Lada Kalina, натомість називається Lada 1117 (кузов універсал), Lada 1118 (кузов седан), Lada 1119 (кузов хетчбек).
Масове виробництво цих автомобілів почалося у листопаді 2004 року, але до продажу вони надійшли майже рік потому.
Продаж універсалів LADA 1117 почався в Україні в січні 2008 року. За даними компанії АвтоВАЗ , за перші чотири місяці 2008 року їх реалізовано тут більше 2 тисяч штук.
Автомобіль оснащується двома типами бензинових двигунів, на 81 та 89 к.с. (60 та 68 кВт). Експортний варіант Kalina планується узгодити зі стандартом безпеки EuroNCAP, оснастити ABS, електропідсилювачем керма та іншим сучасними додатковим устаткуванням.

## Перше покоління

### Історія створення
Розробку автомобіля розпочато АвтоВАЗом в 1993 році (після-Fiat Zero, Fiat 70, Fiat 501, Fiat 503, Fiat 514, Fiat 515, Fiat 1500 (1935), Fiat 1400, Fiat 1300, Fiat 124, і ВАЗ-2103). У 1998 році проектований автомобіль отримав назву Лада Калина. Прототипи демонструвалися в 1999 - хетчбек, в 2000 - седан і в 2001 - універсал.

### Історія виробництва
18 листопада 2004 року почалося виробництво автомобілів з кузовом седан. 
21 липня 2006 року почата збірка автомобіля Lada Kalina хетчбек (4 серпня відбувся продаж першого автомобіля).
У липні 2007 року почалося виробництво Лади Калини з новим 16-клапанним двигуном об'ємом 1,4 літра, а у вересні того ж року АвтоВАЗ приступив до випуску моделі з АБС.
У серпні 2007 року випущений перший автомобіль Lada Kalina універсал. Тоді ж унаслідок дефекту в рульовій колонці довелося відкликати 6200 автомобілів, вироблених у грудні 2005 - січні 2006 (вони були відремонтовані ділером автоваза компанією «Брянськ-Лада»). 
Через дефект лиття картера рульового механізму АвтоВАЗ відкликав 171 автомобіль моделі Lada Kalina, які були випущені 24 - 25 травня 2006 року. Крім того, АвтоВАЗ відкликав 8400 автомобілів Lada Kalina через дефекти опор двигуна.
За два роки було зібрано 80 000 автомобілів, добовий темп збірки - 335 штук. У 2007 році планувалося вийти на темп виробництва 145 тис. в рік.
У травні 2007 року під час відвідин АвтоВАЗу Володимир Путін (у той час - президент Росії) зробив пробну поїздку на Ладі Калині на випробувальному треку. За його словами, він зумів розвинути швидкість 120 кілометрів на годину .
За даними комітету автовиробників Асоціації європейського бізнесу (АЄБ) за 2009 рік, сімейство Lada Kalina займає 4 місце в рейтингу найпопулярніших моделей у Росії. У 2009 році реалізовано 60746 автомобілів.
У середині липня 2010 року в ході конференції маркетологів «АвтоВАЗу» керівник програми бюджетних автомобілів концерну Василь Батищев заявив, що крім постійної модернізації сімейства Lada Kalina (зокрема, в 2010 році у виробництво пішов чорний «базальтовий» інтер'єр, а частина комплектацій стали доповнювати штатною аудіосистемою).
1 березня 2013 року було припинено виробництво "Лади-Калини" першого покоління у зв'язку з модернізацією конвеєра для виробництва автомобіля другого покоління.

### Опис автомобіля
Двигун автомобіля Lada Kalina розрахований на бензин з октановим числом 95. Однак на восьмиклапанний двигунах об'ємом 1.6 л допускається, але не обмовляється заводом-виробником, вживання бензину з октановим числом 92.
У результаті доведення аеродинамічні характеристики автомобілів сімейства Lada Kalina вдалося отримати наступні параметри  коефіцієнта аеродинамічного опору: 
- Седан Lada Kalina в комплектації «норма» Cх = 0,378
- Седан Lada Kalina в комплектації «люкс» Cх = 0,347

Моделі сімейства комплектуються 13 або 14 дюймовими колесами на штампованих дисках або 14 дюймовими легкосплавнимі. Lada Kalina Sport з двигуном об'ємом 1,6 літра комплектується колесами з легкосплавними дисками 15".
Серед відзначених споживачами недоліків автомобіля - шумність двигуна і вібрації при 2000 оборотах, вібрації на КПП, вібрації на холостому ходу . Пізніше з'явилася інформація, що більшість з цих недоліків у нових моделях були виправлені .
До переваг автомобілів цього сімейства можна віднести: просторий салон для свого класу, відмінну оглядовість, жорсткість кузова, хорошу геометричну прохідність, велику кількість кольорів і комплектацій (в тому числі ABS (EBD), кліматичну система, дві подушки безпеки, повний електропакет, аудіопідготовку).

### Модифікації
Існують наступні модифікації Lada Kalina:
- Lada 1117 - 5-дверний універсал (виробляється з 26 грудня 2007 року по 1 березня 2011 року)
- Lada 1118 - 4-дверний седан (виробляється з 18 листопада 2004 року по 30 квітня 2011 року)
- Lada 1119 - 5-дверний хетчбек (виробляється з 21 липня 2006 року по 1 березня 2011 року)
- Lada Kalina Sport - 5-дверний хетчбек, це спортивна версія Lada 1119, (виробляється з середини 2008 року по 1 березня 2011 року)
- Lada Kalina City - 3-дверний хетчбек, випуск планувався з середини 2010 року.

### Двигуни
| Індекс       | Модель двигуна     | Об'єм    | Клапани/ГРМ | Потужність при об/хв    | Крутний момент при об/хв | Роки випуску |
| ------------ | ------------------ | -------- | ----------- | ----------------------- | ------------------------ | ------------ |
| Бензинові Р4 |                    |          |             |                         |                          |              |
| 1.6 8V       | VAZ 21114-50/11183 | 1596 см³ | 8/SOHC      | 81 к.с. (59,5 кВт)/5200 | 120 Нм/3000              | з 2004       |
| 1.4 16V      | VAZ 11194          | 1390 см³ | 16/DOHC     | 89 к.с. (65,5 кВт)/5200 | 127 Нм/4200-4800         | з 2007       |
| 1,6 16V      | VAZ 21126          | 1596 см³ | 16/DOHC     | 98 к.с. (72 кВт)/5600   | 145 Нм/4000              | з 2008       |

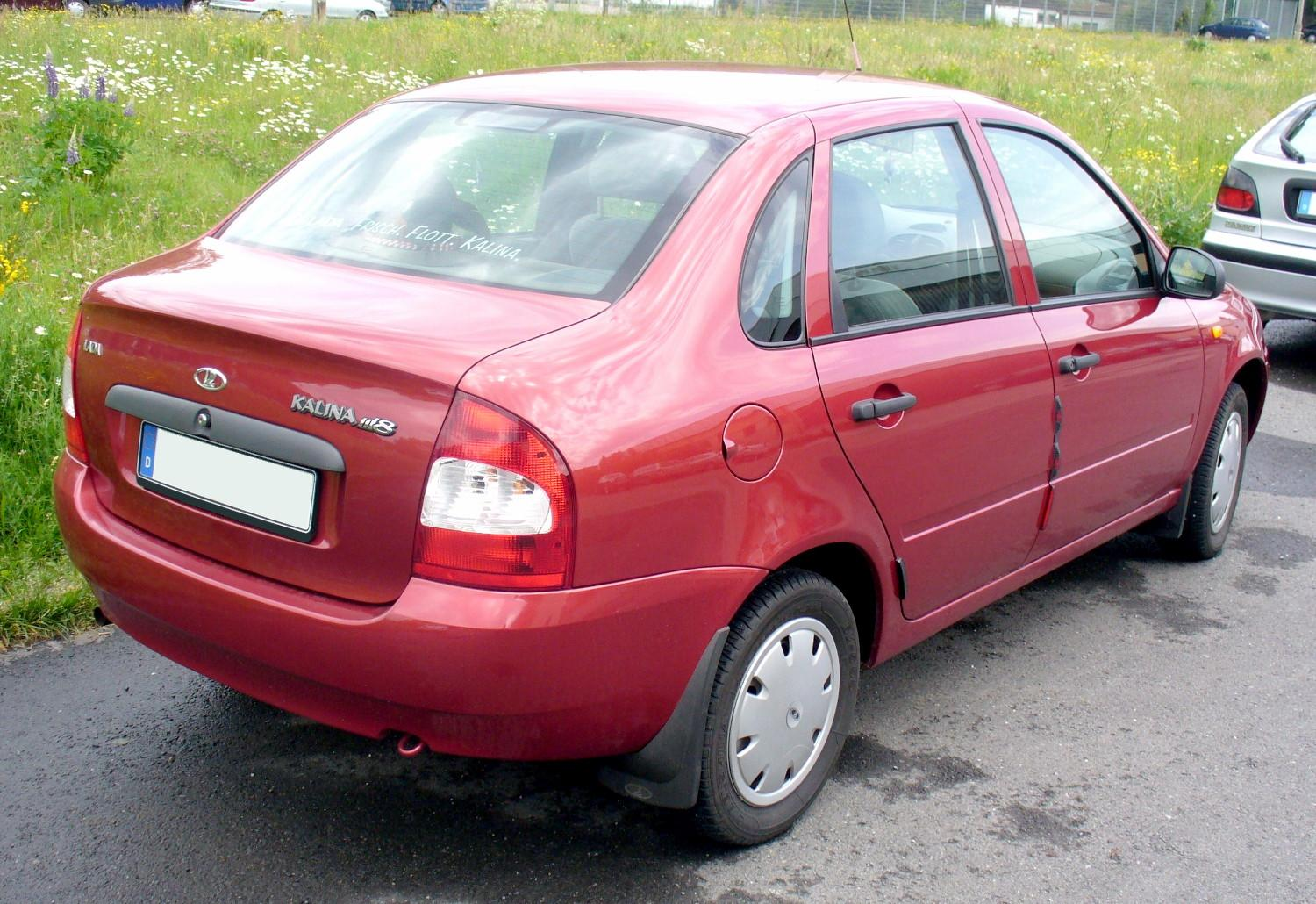
Lada Kalina (1118) 2004—2011
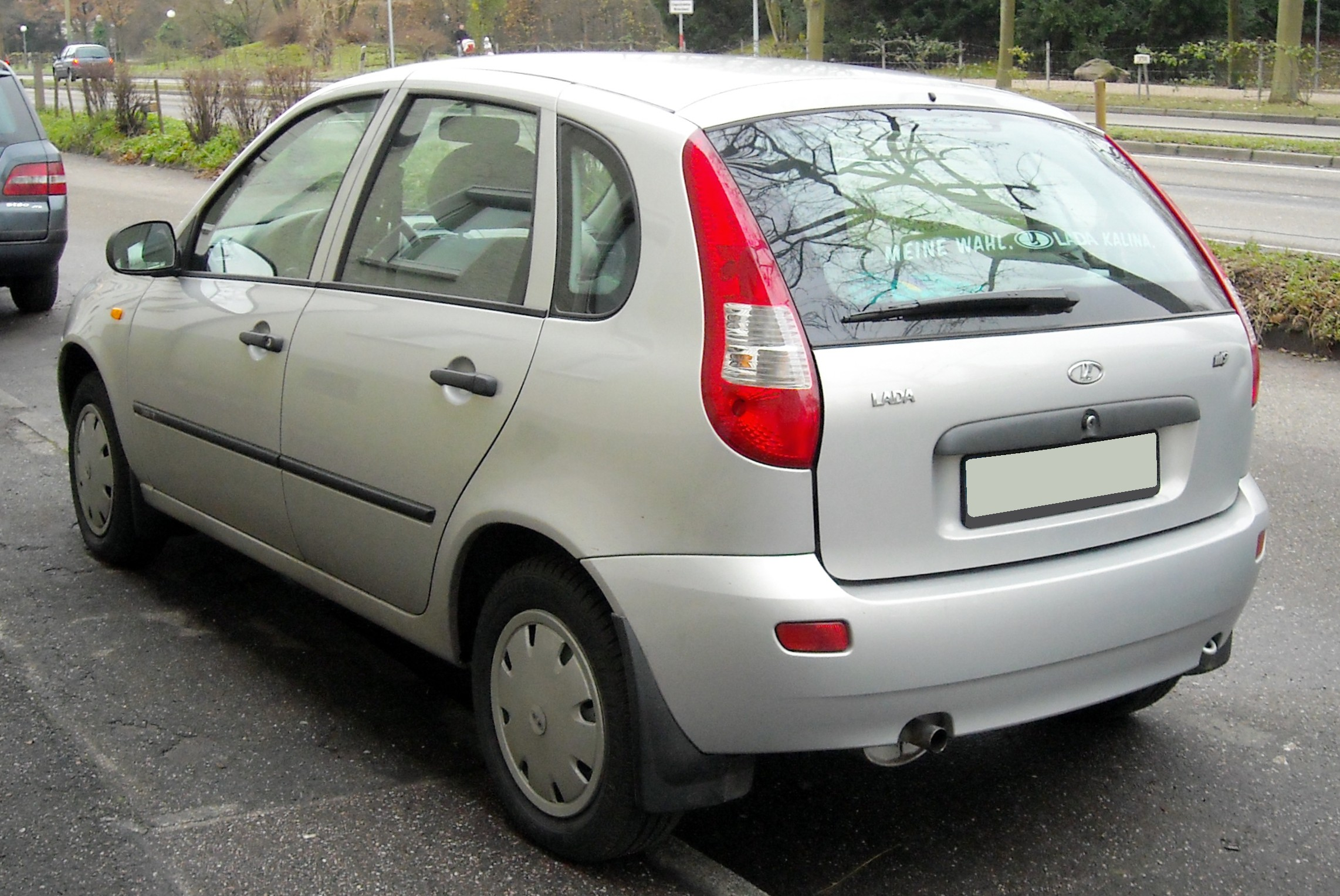
Lada Kalina (1119) з 2006
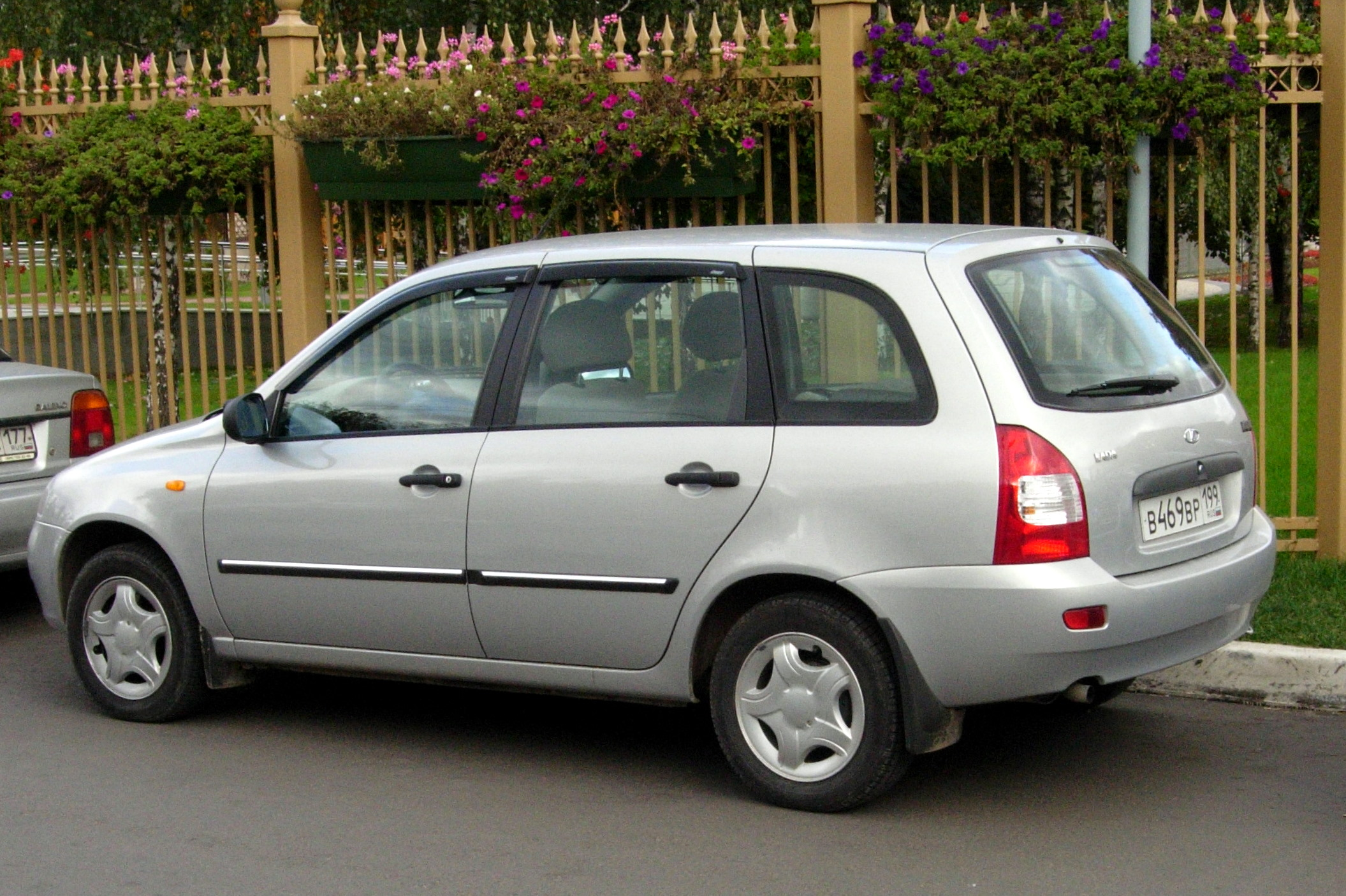
Lada Kalina (1117) з 2007
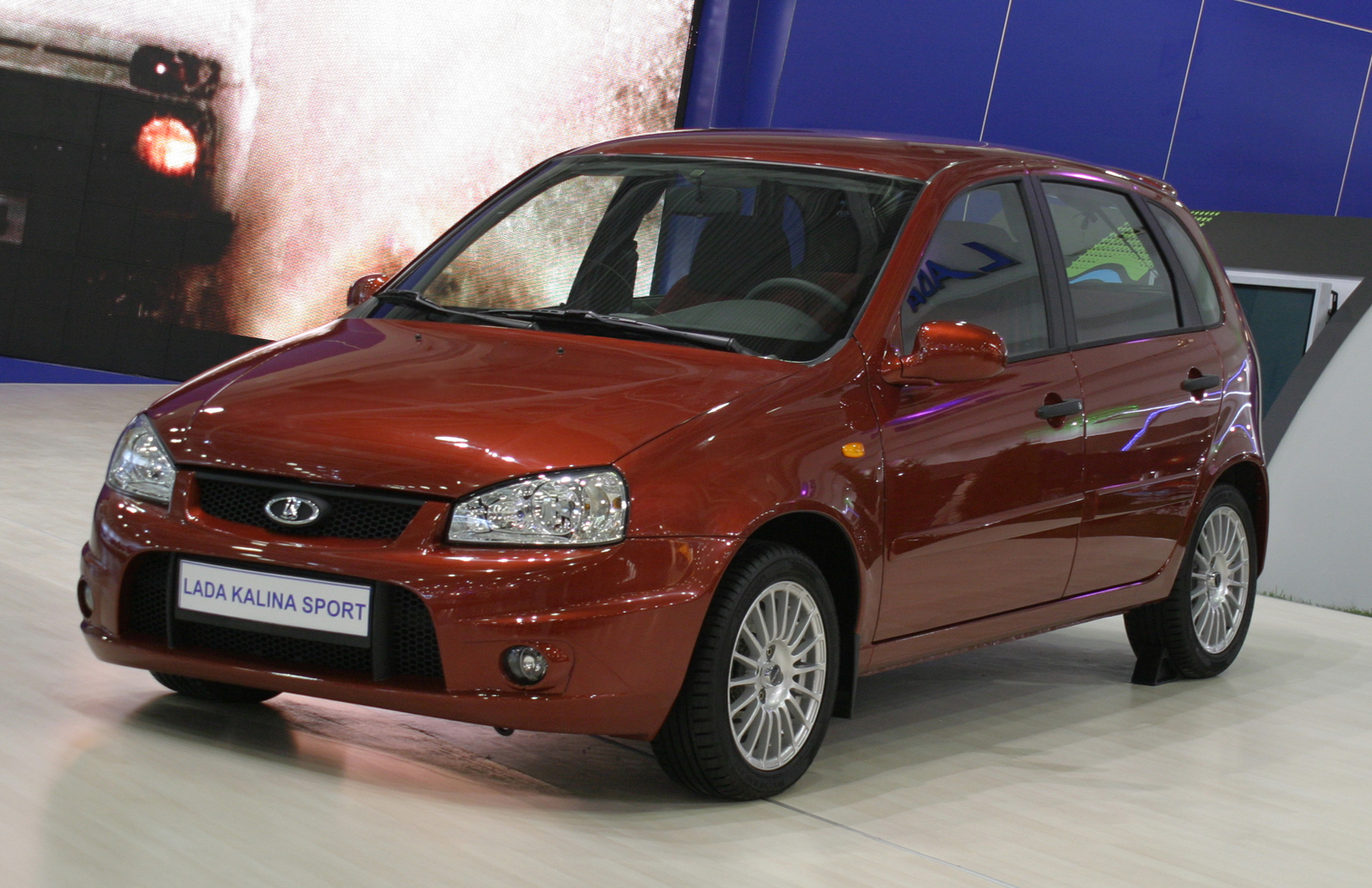
Lada Kalina Sport з 2008
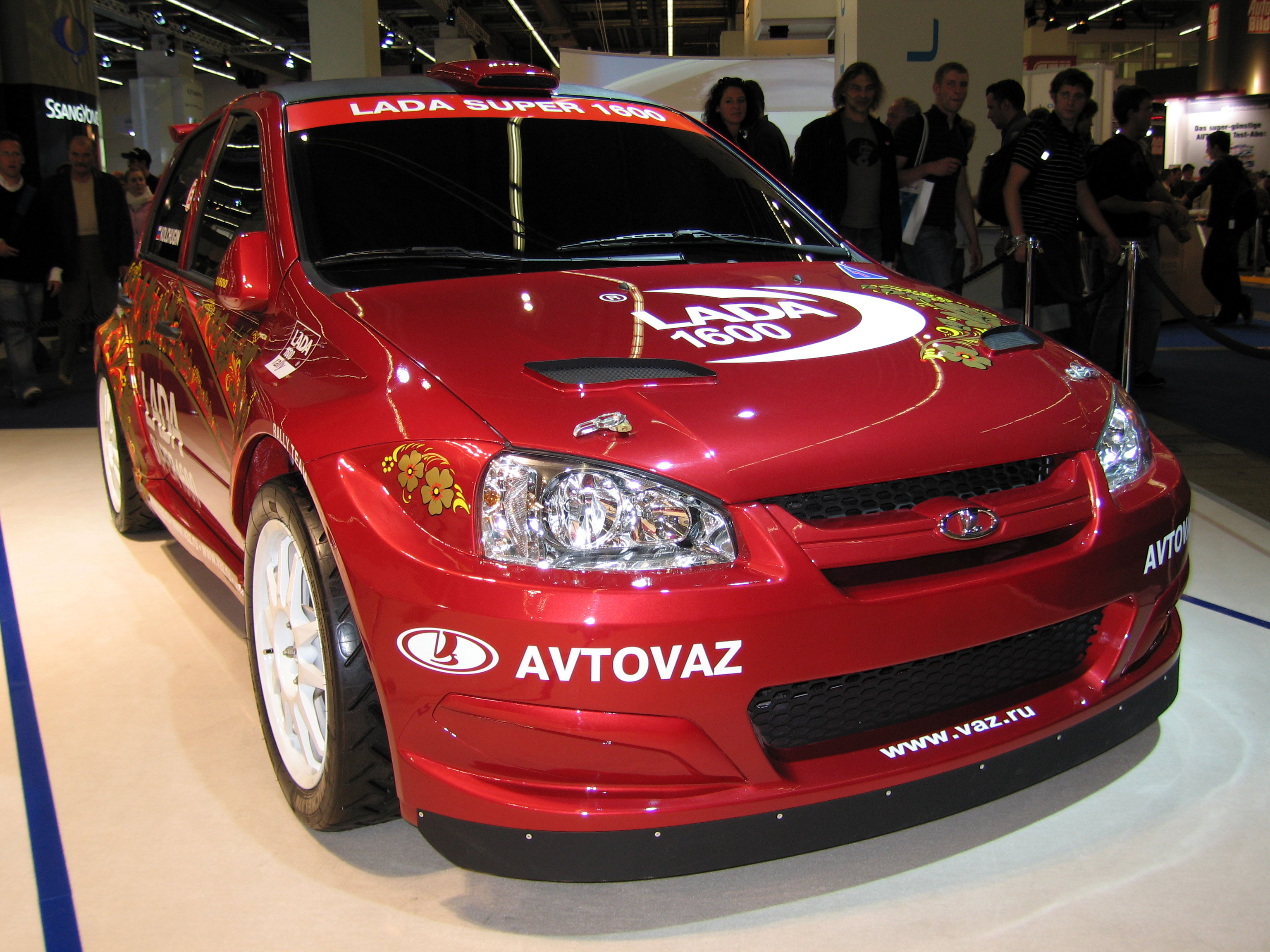
Lada Kalina (1119) Прототип дизайну автомобілів для участі в ралі у класі 1600
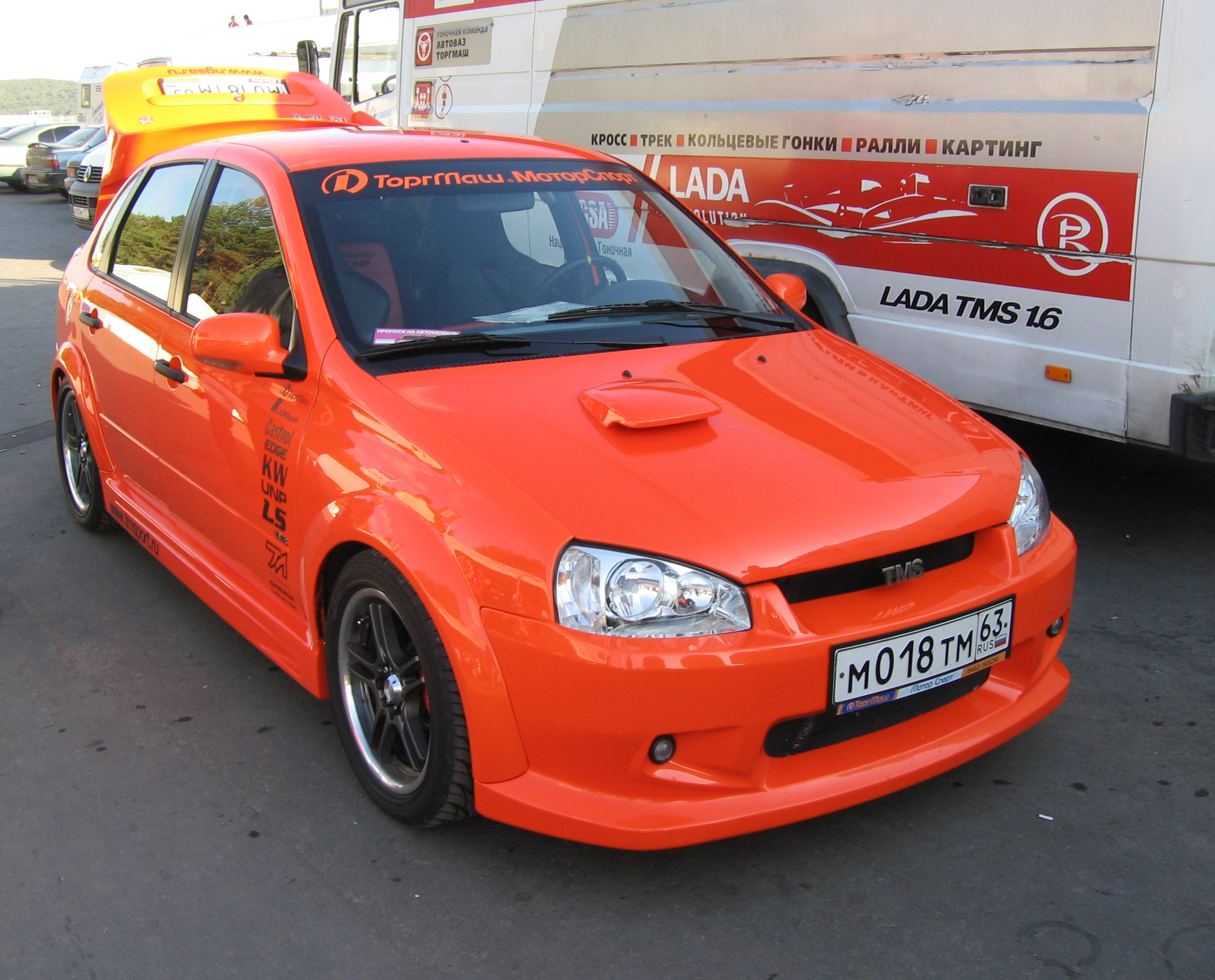
Спеціальна модель Lada Kalina TMS GTI з 161 к.с. (118 кВт)

## Друге покоління

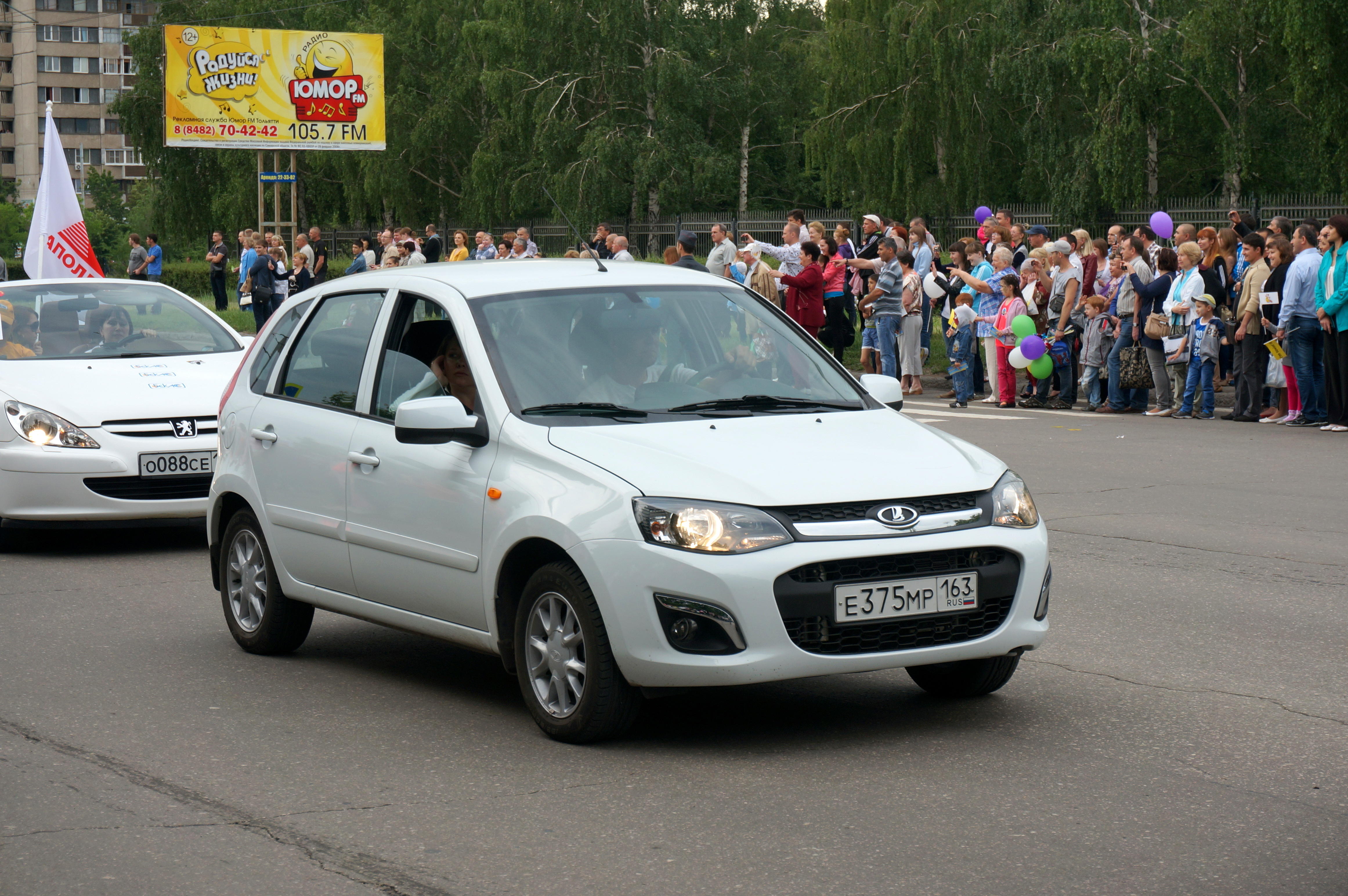
Lada Kalina II (VAZ-2192)

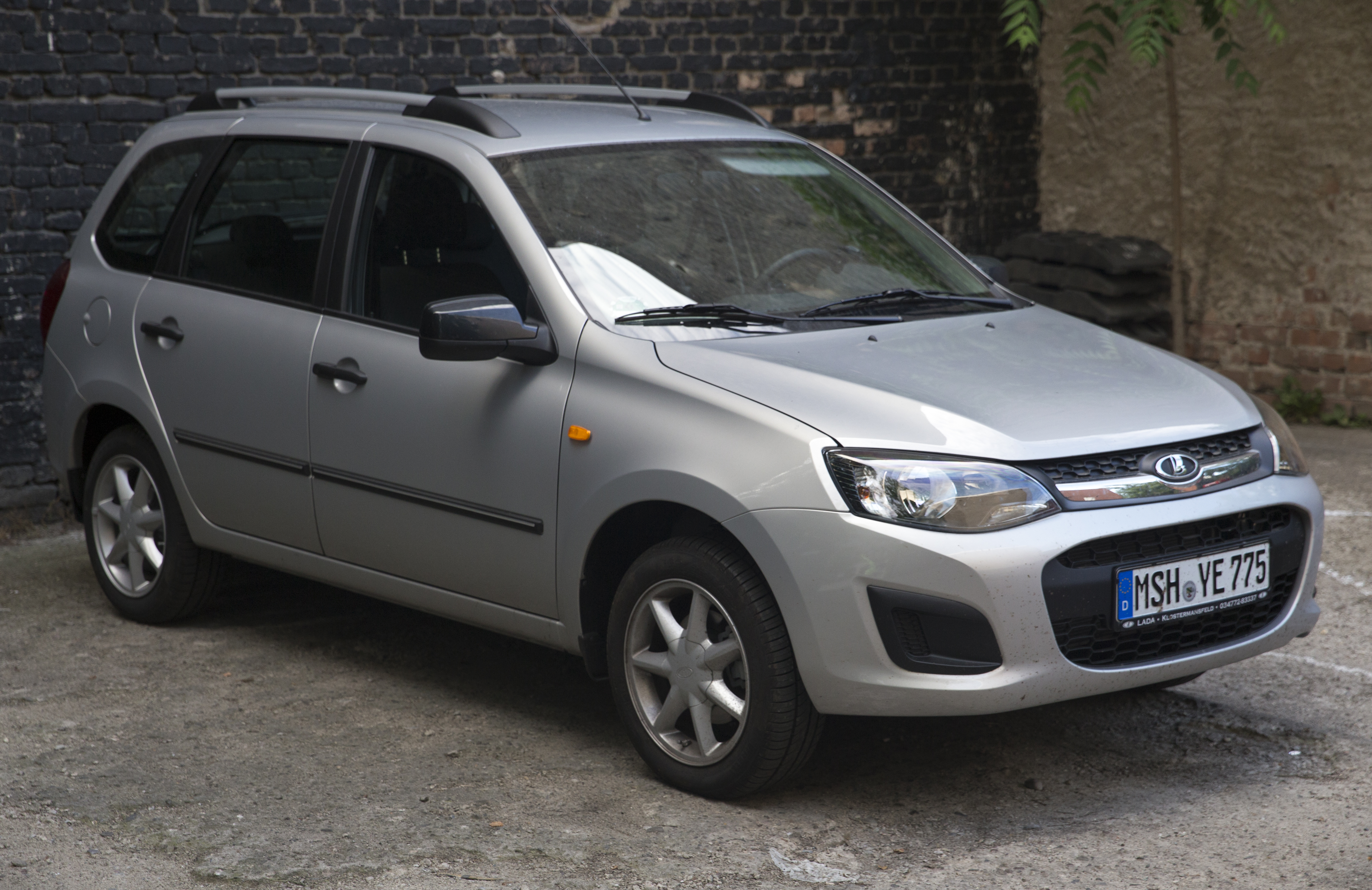
Lada Kalina II (VAZ-2194)

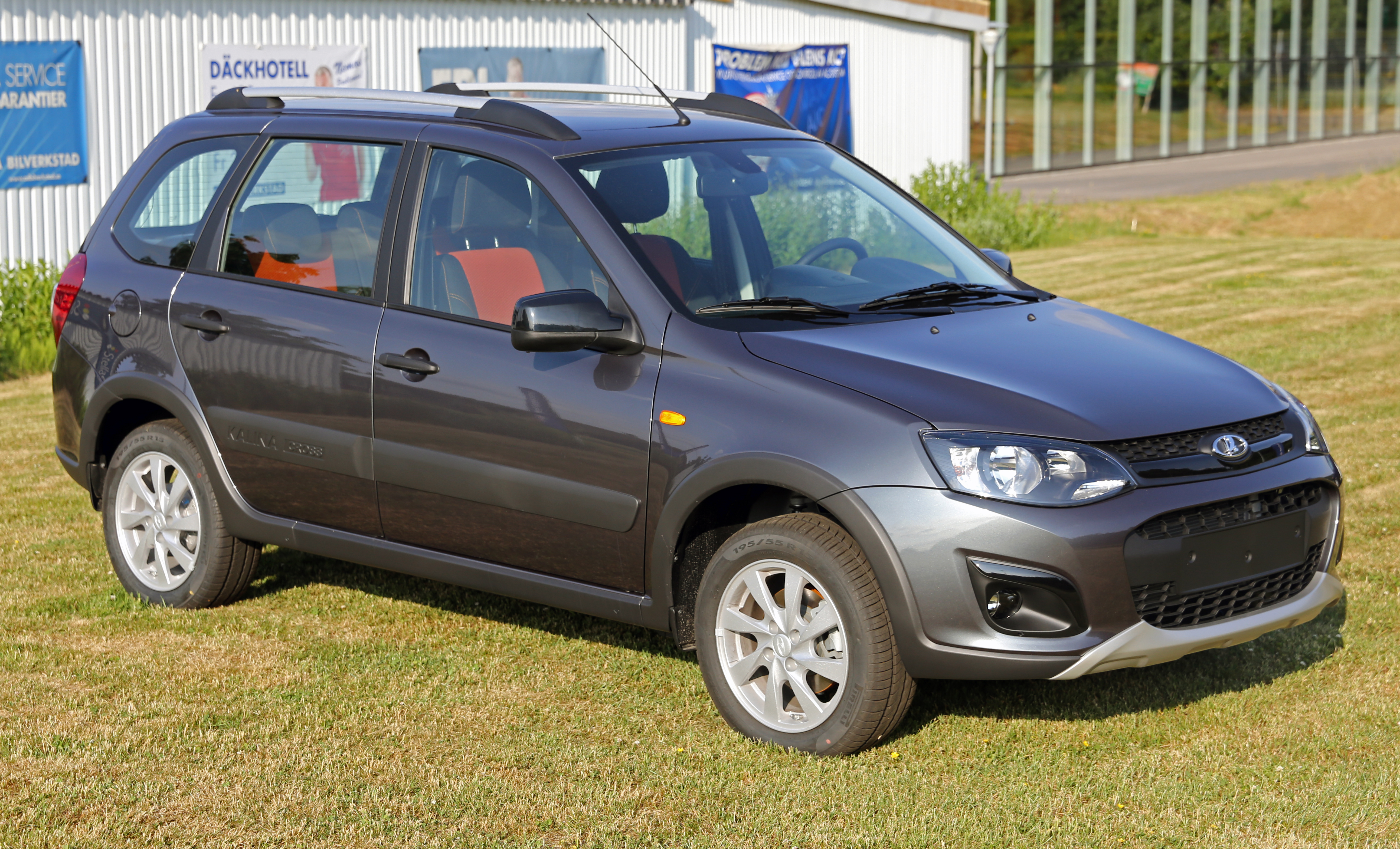
Lada Kalina Cross

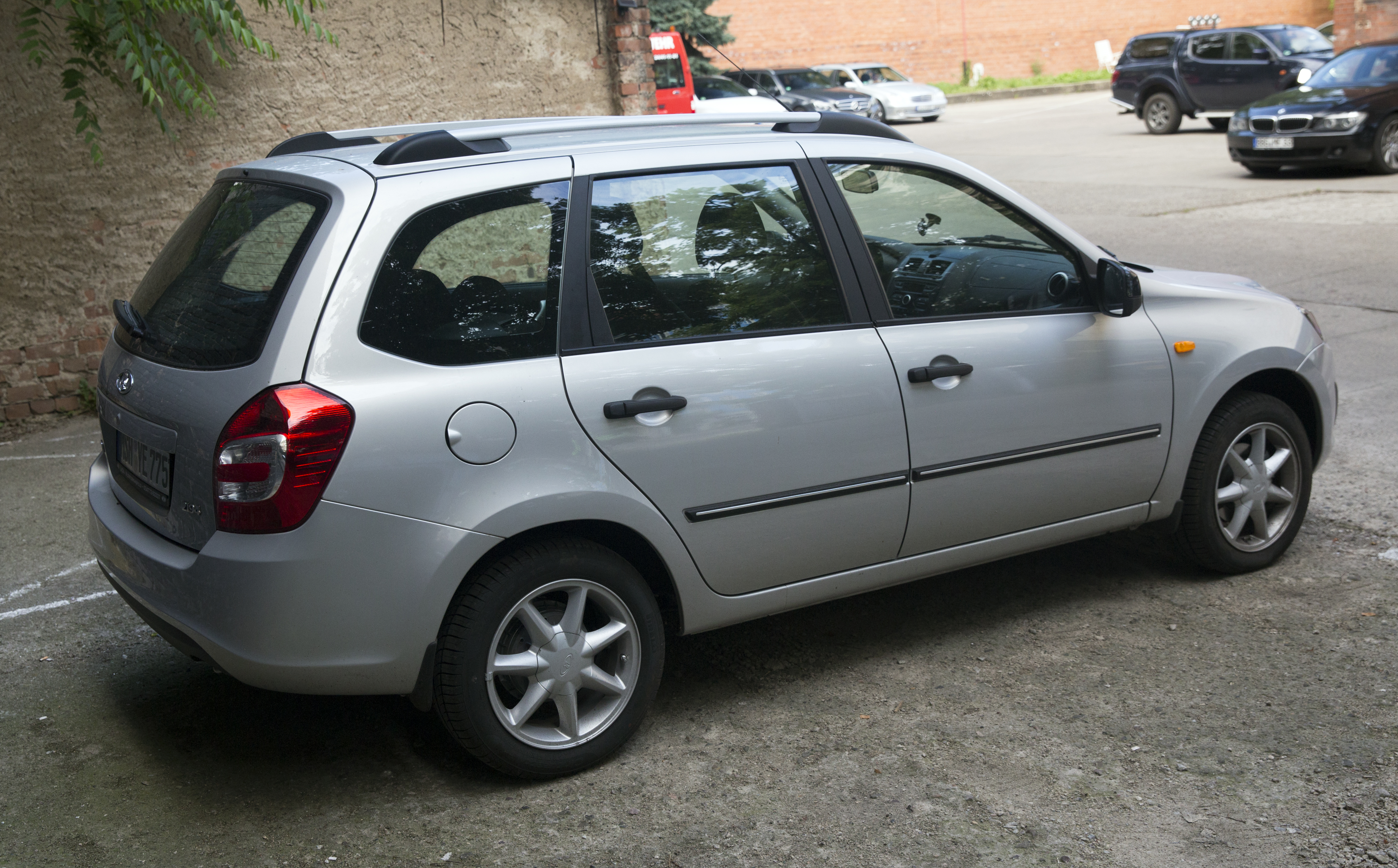
Lada Kalina II (VAZ-2194)

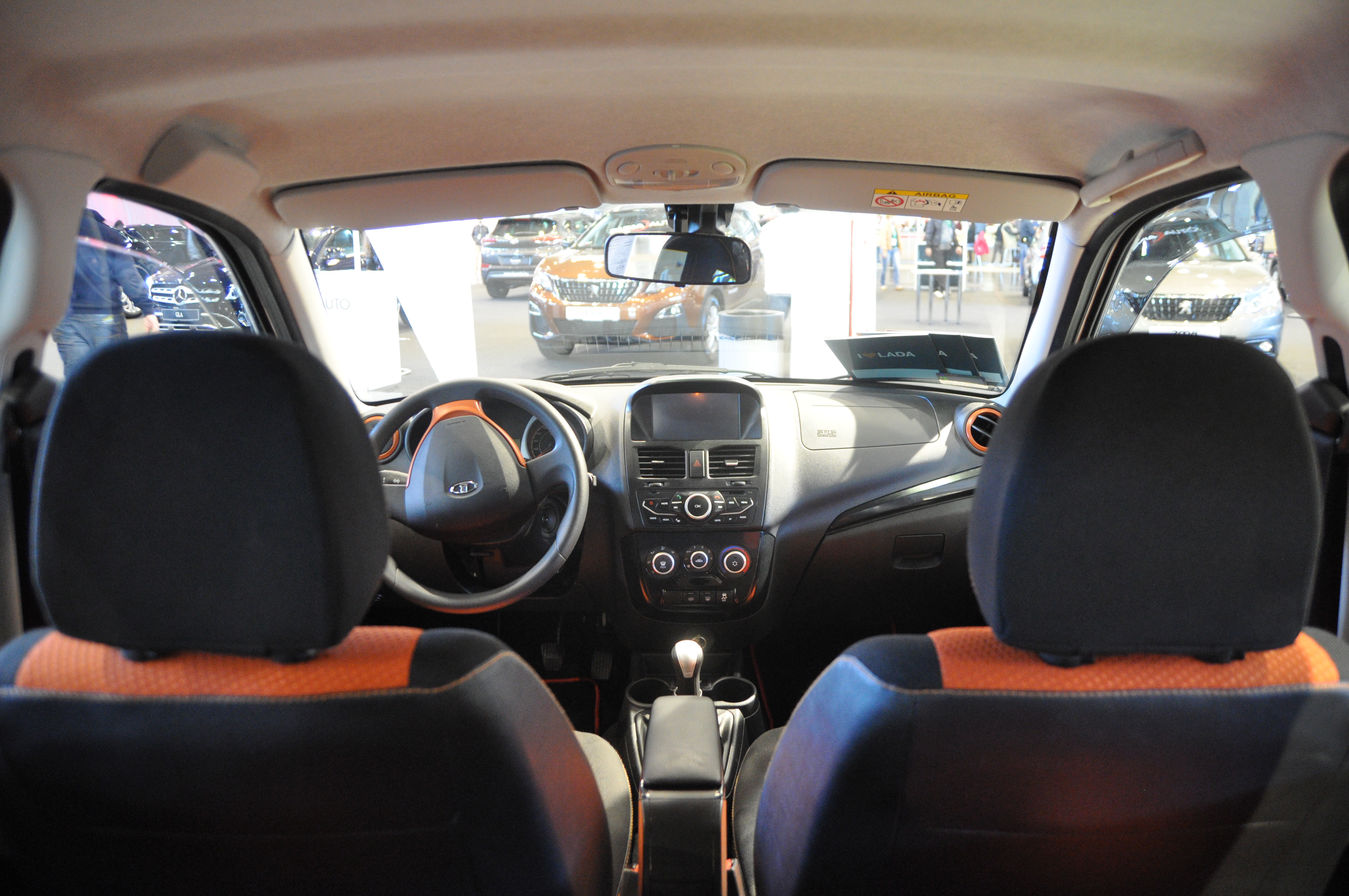

В вересні 2012 року на Московському автосалоні представлено друге покоління Lada Kalina.
Друге покоління складається тільки з 5-ти дверного хетчбека і універсала. Седан випускається, як модель Lada Granta. Виробництво другого покоління почалося 16 травня 2013 року.
У своїй основі друге покоління несе серйозно модернізований кузов першого покоління, однак більшість технічних рішень перекочувало на Калину з Гранти, наприклад негативний розвал коліс, рульове управління, двигуни, силова структура кузова. Автомобіль вже в базовій комплектації оснащується 1 подушкою безпеки, ДХО і електричними склопідйомниками. У максимальній комплектації може оснащуватися АБС + BAS, ESP і TCS, 4 подушками безпеки, підігрівом передніх сидінь, аудіосистемою з сенсорним екраном, системою навігації, кондиціонером, клімат контролем, автоматичною коробкою передач, датчиками дощу і світла та розширеним пакетом шумоізоляції.. Потужність бензинового двигуна об'ємом 1,6 л становить 87, 98 або 106 к.с. Двигун потужністю 98 к.с. встановлюється тільки з автоматичною КПП, інші тільки з механічною.
У 2014 році стартувало серійне виробництво кросовера Lada Kalina Cross. Автомобіль відрізняється від звичайного універсала молдінгами, накладками на колісних арках і порогах, вставками на панелі приладів. Машина має більш жорсткі стабілізатори поперечної стійкості, змінені місця кріплення пружин і нові амортизатори, внаслідок чого її дорожній просвіт збільшений на 23 мм. Також інженери змінили передавальне відношення головної передачі в трансмісії - воно становить 3,9 замість 3,7.

### Модифікації
- ВАЗ-2192 — 5-дверний хетчбек (випуск з 16 травня 2013 року).
- ВАЗ-2194 — 5-дверний універсал (випуск з 16 травня 2013 року).
- Lada Kalina Cross — 5-дверний кросовер на базі універсала ВАЗ-2194. Кліренс 190 мм.

## Цікаві факти
- Експортна назва автомобіля для Фінляндії — Lada 119, тому що в перекладі з фінської слово kalina означає тріск, гуркіт; деренчання; стукіт[11].
- На замовлення холдингу «Лада-Сервіс», анімаційна студія «Антимульт» створила комп'ютерну гру «Загрузи Калину (рос.)»[12]
- Торгова марка «Лада Калина» в березні 2009 року в Німеччині стала третьою по продажам серед іноземних автомобільних компаній.[13]

## У автоспорті

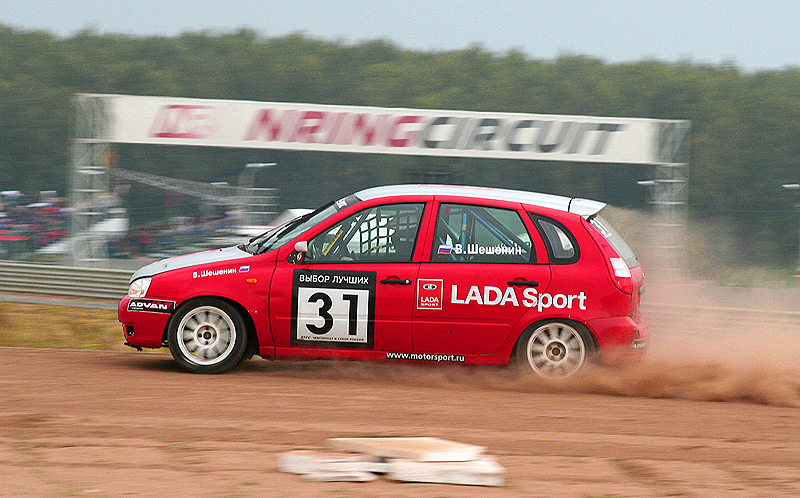
6 етап RTCC 2010 траса Ніжегородске кільце (автодром), Нижньогородська область

Lada Kalina у 2005 - 2010 роках постійний учасник класу "Національний " і "Турінг Лайт" Російської гоночної серії RTCC.

## Зноски
1. ↑  Новини компанії АВТОВАЗ[недоступне посилання з червня 2019]
2. ↑  autogazeta.com - The Search Engine that Does at InfoWeb.net. Архів оригіналу за 22 лютого 2009. Процитовано 22 січня 2011.
3. ↑  За рулем :: Путин, Автоваз и Magna. Архів оригіналу за 18 березня 2011. Процитовано 22 січня 2011.
4. ↑  Авто@Mail.Ru: Названа самая популярная иномарка в России. Архів оригіналу за 18 січня 2010. Процитовано 22 січня 2011.
5. ↑  Лада Калина: Історія створення. Архів оригіналу за 1 березня 2011. Процитовано 22 січня 2011. [Архівовано 2011-03-01 у Wayback Machine.]
6. ↑  Отзыв о ВАЗ 1118 2006 г.в. — владелец maksim-testdriver — Отзывы владельцев об автомобилях на aVtomarket.ru. Архів оригіналу за 4 березня 2012. Процитовано 22 січня 2011. [Архівовано 2012-03-04 у Wayback Machine.]
7. ↑  Тест Lada Kalina - новое качество. Архів оригіналу за 1 червня 2009. Процитовано 22 січня 2011.
8. ↑  Lada Kalina TMS GTI: Der geliftete Russe. Архів оригіналу за 11 липня 2011. Процитовано 13 червня 2010.
9. ↑  Семейство Lada Kalina ждёт фейслифтинг [Архівовано 8 січня 2011 у Wayback Machine.] AMbox.ru, 13.07.2010
10. ↑  АВТОВАЗ: НОВАЯ Калина - старт дан!. Архів оригіналу за 3 липня 2013. Процитовано 20 липня 2013.
11. ↑  kalina на en.wiktionary.org
12. ↑  Ира «Загрузи Калину» [Архівовано 30 квітня 2009 у Wayback Machine.] (рос.)
13. ↑  Борис Алешин: главная преференция для «АвтоВАЗа» — девальвация рубля (рос.)